# Celeste (videojoc)
Celeste és un videojoc de plataformes per un jugador creat per l'estudi Maddy Makes Games, el qual té apartat visual pixelat semblant als de videojocs de l'època de 16-bits de la quarta generació de consoles com foren la Super Nintendo o la Sega Mega Drive. Fou llançat el 25 de gener de 2018 per PlayStation 4, Nintendo Switch, Windows, Linux, macOS, i un dia després per la Xbox One; també fou publicat a la plataforma Google Stadia el 28 de juliol de 2020, encara que a causa del tancament del servei el gener de 2023 ja no es pot jugar al videojoc en aquesta plataforma.
L'11 de setembre de 2019 es publicà una traducció al català del videojoc de manera no oficial feta per la comunitat de JocsEnCat.

## Argument
Una dona jove anomenada Madeline decideix escalar la muntanya fictícia de Celeste per afrontar-se a la seva ansietat. Durant l'escalada es troba a altres personatges que l'ajudaran o tendran a veure amb els seus problemes, destacant una altra Madeline creada per la muntanya la qual representa la part paranoica i egoista de Madeline. Aquesta farà la funció d'antagonista principal i mirarà de desanimar Madeline perquè no pugi la muntanya.

## Jugabilitat
El joc destaca per la simplicitat de les seves mecàniques, de les quals la principal és un desplaçament aeri (popularment conegut com a "dash") que el jugador no podrà tornar a fer servir fins que no torni a tocar enterra. El disseny de nivells aprofita aquesta mecànica i ho basa tot en l'ús d'aquesta, en els quals la majoria de les vegades serà més important saber com s'ha d'emprar el desplaçament aeri per arribar als llocs indicats que no pas la precisió en el moment de fer els salts. El joc també inclou uns col·leccionables opcionals en forma de maduixes, uns nivells secrets a desblocar i una versió del joc ara en 8-bit amb nivells exclusius. Tot aquest contingut opcional està dissenyat per la gent que cerca un repte major del ja oferit en la campanya principal.
Tot i que Celeste és força conegut per la seva dificultat disposa d'un mode ajuda, amb el qual el jugador podrà alterar certs paràmetres com la velocitat del videojoc o que Madeline sigui invencible. Fou pensat pels jugadors més casuals que vulguin poder gaudir de la seva narrativa.

## Rebuda
El videojoc rebé crítiques molt positives tant pel seu argument, com també per la seva jugabilitat i disseny de nivells. A metacritc el joc té un 92 de mitjana per Nintendo Switch, i un 92 de mitjana a totes les plataformes amb un 99% de recomanacions a OpenCritic. A l'edició de 2018 dels The Game Awards guanyà els premis a millor joc indie i també a major impacte social, també fou nominat a millor joc de l'any.